# Efterbrænder
Efterbrænder (engelsk: reheat, amerikansk engelsk: afterburner) er en konvergent forlængelse af udstødningen på en jetmotor, i hvilket ekstra brændstof kan indsprøjtes og forbrændes. Dette forøger udstødningsgassens temperatur, hvilket øger gassens rumfang og fører til en højere hastighed af den udstrømmende gas, hvilket igen øger motorens trykkraft. Efterbrænderens virkningsgrad er cirka en tredjedel af selve jetmotorens, men det er en simpel, nem og billig konstruktion. Derfor er en mindre jetmotor med efterbrænder, trods den lave virkningsgrad, ofte at foretrække sammenlignet med en kraftigere jetmotor uden efterbrænder, hvis den ekstra motorkraft kun behøves kortvarigt, såsom ved starter eller luftdueller. En efterbrænder er faktisk en ramjet, hvor den almindelige jetmotor virker som gasgenerator. Den varme udstødningsgas antænder brændstoffet i efterbrænderen, og temperaturen er højere da man ikke behøver at tage hensyn til turbinebladenes smeltepunkt.
Konstruktionen anvendes hovedsageligt i militær sammenhæng, og de eneste civile fly som er udstyret med efterbrændere er overlydsflyene Tupolev Tu-144 og Concorde.
| Luftfart | Spire Denne artikel om flyvning er en spire som bør udbygges. Du er velkommen til at hjælpe Wikipedia ved at udvide den. |